# Microrregión de Itaberaba
La microrregião de Itaberaba es una de las  microrregiones del estado brasileño de la Bahia perteneciente a la mesorregión  Centro-Norte Baiano. Su población fue estimada en 2005 por el IBGE en 246.272 habitantes y está dividida en doce municipios. Posee un área total de 16.681,854 km².

## Municipios
- Baixa Grande
- Boa Vista do Tupim
- Iaçu
- Ibiquera
- Itaberaba
- Lajedinho
- Macajuba
- Mairi
- Mundo Novo
- Ruy Barbosa
- Tapiramutá
- Várzea da Roça

- Datos: Q427934